# Пинка (река)
Пинка (нем. Pinka, венг. Pinka; устар. нем. Pinggau — Пинггау, устар. нем. Pinkau — Пинкау) — река, протекающая по Австрии и Венгрии. Длина — 94 километра, площадь водосборного бассейна — 1369 км².
Река берёт начало в федеральной земле Штирия (Австрия), рядом с границей с Бургенландом. Пересекает Австро-Венгерскую границу пять раз, а затем впадает в реку Раба на территории Венгрии, около Кёрменда в медье Ваш.
Крупнейшие города на реке Пинкафельд и Оберварт.